# Maryland (county)
Maryland is een county van Liberia in het uiterste zuidoosten van het land. De county is vernoemd naar de staat Maryland van de Verenigde Staten. Maryland is 5351 vierkante kilometer groot en telde in 2007 ongeveer 85.000 inwoners. De hoofdstad is Harper.

## Geschiedenis
Maryland werd genoemd als een van de vijf county's onder de nieuwe Liberiaanse grondwet op 26 juli 1847. Desondanks werd het onafhankelijke Maryland pas in 1857 een onderdeel van Liberia nadat de twee landen samen een oorlog hadden gevoerd en gewonnen. Rond 1984 werden twee territoria van de county, Kru Coast en Sasstown, samengevoegd en afgesplitst als de nieuwe county Grand Kru.

## Grenzen
Maryland heeft een kuststrook:
- Aan de Atlantische Oceaan in het zuiden.

De county deelt ook een grens met een buurland van Liberia:
- De regio Bas-Sassandra van Ivoorkust in het oosten.

Ten slotte heeft Maryland ook grenzen met twee andere county's:
- River Gee in het noorden.
- Grand Kru in het westen.

## Districten
De county bestaat uit twee districten:
- Barrobo
- Pleebo/Sodeken

Bomi · Bong · Gbarpolu · Grand Bassa · Grand Cape Mount · Grand Gedeh · Grand Kru · Lofa · Margibi · Maryland · Montserrado · Nimba · River Cess · River Gee · Sinoe